# Crack 10
Crack 10 és el primer periòdic esportiu de caràcter gratuït publicat a Espanya. Va aparèixer l'any 2003 i es repartia a Madrid i a Barcelona i, tot i que estava especialitzat en futbol, tenia també un contingut poliesportiu. Va deixar d'aparèixer l'any 2006.
L'any 2015 va reaparèixer de la mà del seu antic director, Ángel Blanco, i amb l'assessorament del despatx Unimeba Assessors. Actualment s'edita i es reparteix gratuïtament a Barcelona, Madrid i a Astúries, amb dues edicions, una per al Real Oviedo i una altra per al Sporting de Gijón.